# Friedrich Bergius
Friedrich Bergius (Goldschmieden, cerca de Breslavia, 11 de octubre de 1884-Buenos Aires, 30 de marzo de 1949) fue un químico e industrial alemán galardonado con el Premio Nobel de Química del año 1931.

## Biografía
Nació el 11 de octubre de 1884 en Breslavia, ciudad que en aquellos momentos formaba parte de Alemania, pero que hoy en día forma parte de Poloniacon el nombre de Breslavia. Su familia estaba compuesta por científicos, teólogos, oficiales de las fuerzas armadas y hombres de negocios. Su abuelo fue profesor de Economía en Breslau y su padre dueño de una empresa química de su ciudad natal. Antes de entrar a la universidad, fue enviado por 6 meses al Ruhr (región minera e industrial de Alemania) para aprender los aspectos prácticos de la industria metalúrgica pesada. 
En 1903 inició sus estudios de química en la Universidad de Breslau donde se licenció en 1905, y en 1907 se doctoró en la Universidad de Leipzig.
Investigó con Fritz Haber (premio Nobel de Química en 1918) el equilibrio químico en las relaciones de los gases y juntos realizaron innumerables experiencias para obtener el perfeccionamiento de la síntesis del amoniaco.
Entre 1912 y 1913 consiguió importantes resultados realizando experiencias de laboratorio tendentes a obtener combustibles líquidos a partir de la hidrogenación del carbón y de aceites pesados. Teniendo en cuenta que al inicio de la Segunda Guerra Mundial Alemania no disponía de petróleo, sus experiencias resultaban interesantes para su país.
Desde 1914 a 1921 vivió en Berlín, donde se dedicó a obtener combustibles líquidos a partir de carbón. Esta tarea la realizó en plantas de regular tamaño situadas en Rheinau, cerca de Mannhein. 
En 1927 logró el éxito y comenzó a producir combustibles líquidos sintéticos a gran escala. Para el final de la guerra, el 90% de los combustibles utilizados por Alemania eran de origen sintético.
En 1931 recibió el premio Nobel de Química compartido con el Carl Bosch "por sus contribuciones a la creación y desarrollo de los métodos químicos a alta presión".
En 1936 recibió el doctorado de la Universidad de Heildelberg. También fue nombrado doctor honoris causa en la Universidad de Hannover y de la Universidad de Harvard en ese mismo año.
Ejerció como director de muchas empresas de la industria química.
A raíz de la derrota alemana en la Segunda Guerra Mundial vivió en Turquía, Italia, Suiza y se estableció en Madrid. Posteriormente se estableció en Buenos Aires. Se estima que su llegada a la Argentina fue en 1947. El gobierno argentino al mando de Juan Domingo Perón, acogió a muchos científicos germanos, luego de terminada la guerra. Bergius participó en la elaboración del famoso "Primer Plan Quinquenal de Perón para el Ministerio de Industria, donde se mostraba a la hidrogenación de carbón como un pilar fundamental para el abastecimiento energético del país. Falleció el 30 de marzo de 1949 en Buenos Aires. Sus restos se encuentran en el cementerio Alemán de Buenos Aires.

## Investigaciones científicas
Contribuyó de manera muy importante al desarrollo en su país de la industria química de síntesis. Creó un procedimiento para producir carburantes por hidrogenación del carbón a elevadas temperaturas y presiones. Más tarde desarrolló, también con éxito, un método de obtención de alimentos hidrocarbonados basado en el tratamiento del serrín con ácido clorhídrico; el producto fue muy utilizado como forraje en las granjas alemanas en épocas de escasez y para alimentar a prisioneros humanos en los campos de concentración nazis.